# Dori (arma)
El dori (en grec antic δόρυ) era un tipus de llança. Homer diu que era δόρυ χαλκῆπες ('dori khalkepes') "un pal equipat amb bronze, i també δόρυ χαλκοβάρες ('dóri chalkobáres') un pal pesant amb bronze. El bronze, que després va ser substituït pel ferro, era imprescindible per formar-ne la punta.
Malgrat la seva forma aerodinàmica, era massa pesada per ser llançada com una javelina. Era l'arma principal de l'hoplita i consistia en una perxa de fusta de dos metres i mig de llarg, rematada per una fina punta de metall afilada en un extrem i un contrapès en l'altra, també proveït de punta per rematar l'enemic caigut a terra.